# Any Colour You Like
Singles de Pink Floyd
Free Four
(1972) Time / Us and Them
(1973)
Pistes de The Dark Side of the Moon
Us and Them Brain Damage
Any Colour You Like est une composition instrumentale de l'album Dark Side of the Moon du groupe britannique de rock progressif Pink Floyd, sorti en 1973.

## Composition
Any Colour You Like dure approximativement 3 minutes et 25 secondes. La chanson utilise des effets sonores avancés pour l'époque autant pour la guitare que pour le clavier.
Le morceau lui-même ne contient aucune parole et consiste en une mélodie synthétisée qui enchaîne vers un solo de guitare. Des chants scats sont ensuite superposés au solo, ceux-ci étant perceptibles dans les versions spectacles (version live) mais presque inaudibles dans les versions éditées en studio.
Le synthétiseur VCS 3 utilisé était alimenté par une longue bande magnétique en boucle pour créer l'effet de crescendo et de décrescendo du solo de clavier. Le solo, joué à deux guitares, est ensuite harmonisé avec l'effet UniVibe.
La pièce Any Colour You Like est aussi connue (et est même listée ainsi dans le livre de tablature de guitare de Dark Side ) sous le nom de Breathe (Second Reprise) parce que la chanson partage la même rythmique (bien qu'elle y soit légèrement plus rapide et ponctuée) que la chanson Breathe. La progression d'accords est sensiblement la même, transposée un ton plus bas de Mi mineur à Ré mineur.
Bien que la chanson Any colour you like soit instrumentale, il a été avancé que la chanson suit le concept général de The Dark Side Of The Moon en traitant du manque de possibilité de l'individu dans la société humaine, bien qu'on tente de lui faire croire le contraire. Il a aussi été supposé que la chanson est à propos de la peur de faire des choix.
L'origine du titre est nébuleuse. Elle pourrait faire allusion à la réponse « You can have it any colour you like » fréquemment donnée par l'un des techniciens de studio, le roadie Chris Adamson lorsque l'on lui posait des questions, ou quand on lui demandait une guitare, en référence à la description donnée par Henry Ford à propos du Model T: « You can have it any color you like, as long as it's black. » (« Vous pouvez l'avoir dans la couleur que vous voulez, tant que c'est du noir »).

## Personnel
- David Gilmour - guitares, synthétiseurs
- Nick Mason - batterie, effets sonores
- Roger Waters - guitare basse
- Richard Wright - synthétiseurs